# 레슬리 카터
레슬리 카터(Leslie Carter, 1986년 6월 6일 ~ 2012년 1월 31일)는 미국의 가수이다.

## 내력
미국 플로리다주 출신. 아버지 로버트 카터와 어머니 제인 카터 사이에서 차녀로 태어났다. 오빠는 백스트리트 보이즈의 닉 카터이며 남동생은 가수 아론 카터이다.

## 디스코그래피
- Like Wow! (2001) (미발매)